# Umberto Marroni
Umberto Marroni (Roma, 17 maggio 1966) è un politico italiano.

## Biografia

### Attività politica

#### Consigliere comunale a Roma
Laureato in Storia Contemporanea all’Università di Roma La Sapienza con 110 e Lode. Sposato con tre figlie. Consulente presso la società Urban Regeneration Consulting S.r.l. che si occupa di cambiare il modello di sviluppo delle città dall’espansione alla rigenerazione urbana. Ha svolto l’attività di fotografo professionista.
Nel 1990 è stato eletto Consigliere d’amministrazione dell’Università di Roma La Sapienza. In quel ruolo è stato membro della Commissione per l’orientamento ed i servizi informatici agli studenti.
Nel 1995 ha svolto attività di consulente dell’Assessorato alla scuola, formazione e politiche del lavoro della Regione Lazio sui temi del diritto allo studio e della condizione studentesca. In qualità di consulente dell’Assessorato elabora e redige la nuova legge regionale per il diritto allo Studio in ambito universitario, approvata dal Consiglio regionale del Lazio, che prevede il passaggio dai vecchi Istituti regionali ad un moderno sistema di gestione con la costituzione di Aziende autonome. È nominato membro della Commissione del Ministero dell'università e della Ricerca Scientifica e Tecnologica sulle politiche della condizione studentesca e del diritto allo studio.
Nel 1996 é nominato Consigliere del Ministro dell’Università e della Ricerca Scientifica e Tecnologica per il diritto allo studio, la condizione studentesca, l’orientamento, i sistemi di accesso all’università, i percorsi post lauream, carica che lo vede impegnato nella riforma del diritto allo studio, del dottorato di ricerca e nella redazione della legge istitutiva degli assegni di ricerca. Coordina il “tavolo” di confronto tra Ministero dell’Università, Conferenza permanente dei Rettori delle Università Italiane (CRUI), rappresentanze politiche e associative nazionali degli studenti universitari e sindacati confederali, sul tema della condizione studentesca e del diritto allo studio universitario, con il compito di varare il nuovo Decreto della Presidenza del Consiglio dei Ministri (DPCM) di cui all’articolo 4, della legge 390/91, e del nuovo Regolamento delle tasse e contributi universitari. Membro del sottogruppo di lavoro per la definizione del nuovo DPCM di cui all’articolo 4, della legge 390/91, sull’uniformità di trattamento nel diritto agli studi universitari.Coordina il “tavolo” di confronto tra Ministero dell’università, Conferenza permanente dei Rettori delle Università Italiane (CRUI), rappresentanze politiche e associative nazionali degli studenti universitari e sindacati confederali, curando la redazione del documento e del Regolamento in materia di accessi all’istruzione universitaria e di connesse attività di orientamento. Per questo lavoro riceve menzione di merito del Ministro.
Partecipa alla redazione della legge 15 marzo 1997, n. 59 nelle parti riguardanti l’istituzione del Consiglio nazionale degli studenti universitari (CNSU), di cui all’articolo 20, comma 8, lettere b) e c).
Coordina il “tavolo” di confronto con le rappresentanze politiche e associative nazionale degli studenti e cura la redazione del Regolamento istitutivo del Consiglio nazionale degli studenti universitari, nonché dell’Ordinanza ministeriale di indizione della consultazione elettorale.
Sempre in qualità di Consigliere del Ministro, redige il Piano giovani, coordinando le attività di consultazione con le rappresentanze degli studenti universitari e dei dottorandi e dottori di ricerca.
Partecipa alla redazione delle norme sugli assegni di ricerca di cui all’articolo 59, comma 16, della legg 27 dicembre 1997, n. 449, e del relativo Decreto ministeriale 11 febbraio 1998.
È membro della redazione della rivista Università e Ricerca del Ministero dell’università e della ricerca scientifica e tecnologica (MURST), curando in particolare la pubblicazione del numero 1: Nuove politiche per il diritto allo studio, ed il numero 2: Orientamento e accesso agli studi universitari.
È membro della redazione del nuovo sito Web del MURST, di cui ha curato la pubblicazione on-line delle pagine riguardanti il diritto allo studio e gli interventi del Piano giovani.
È nominato nella Commissione del Dipartimento per gli affari sociali del Ministero della solidarietà sociale presso la Presidenza del Consiglio dei Ministri, per gli interventi per le giovani generazioni, finalizzata, nel quadro della riforma dello stato sociale, alla realizzazione di una legge quadro per le politiche giovanili ed un coerente Piano d'azione.
È nominato come esperto della rete europea Eurydice, di informazione sull’educazione nell’Unione Europea, collaborando alla ricerca e la pubblicazione del Volume 1 “Questions clés de l’éducation – L’aide financière aux étudiants de l’enseignement supérieur en Europe”a cura della Commissione Europea.
Ha pubblicato sul numero 2 della rivista Università e Ricerca del MURST l’articolo: Una nuova politica dell’orientamento e accesso agli studi universitari.
Ha partecipato al Gruppo di lavoro sull’attuazione dell’autonomia scolastica del Ministero della Pubblica Istruzione nell’ambito del progetto denominato PICTO: Programma Integrato di Cambiamento Tecnologico-Organizzativo / La Pubblica Istruzione Rete.
Nel 1998 è nominato Membro della Commissione nazionale presso la Presidenza del Consiglio dei Ministri per l’applicazione del Decreto legislativo 31 marzo 1998, n. 109 (redditometro).
In qualità di esperto ha partecipato, relazionando, a convegni ed iniziative sinteticamente elencate qui di seguito.
-      Convegno di Torino del 28 e 29 novembre 1997 sulle politiche giovanili organizzato dal Dipartimento degli Affari Sociali presso la Presidenza del Consiglio dei Ministri.
-      Convengo di Messina su orientamento agli studi universitari organizzato dalle Ente per il diritto allo studio.
-      Convegno di Palermo su orientamento agli studi universitari organizzato dall’ARCES;
-      Convegno di Napoli su autonomia didattica presso l’Università Federico II, organizzato dall’Unione degli Universitari in collaborazione con l’Università.
-      Convegno nazionale di Pisa organizzato dall’Università di Pisa sul tema della condizione studentesca, dal titolo “La parola agli studenti”.
-      Iniziativa istituzionale della Regione Lazio sul decentramento del mega ateneo “La Sapienza”.
-      Convengo di Lecce su autonomia universitaria e gli studenti organizzato dall’Unione degli Universitari in collaborazione con l’Università.
-      Iniziativa per la campagna informativa e la produzione di spot pubblicitari e dépliant del MURST sull’orientamento e le preiscrizioni.
-      Convengo su decentramento del mega ateneo “La Sapienza” e sistema universitario metropolitano organizzato a Roma e tenutosi alla Protomoteca in Campidoglio.
Nel 1997 è eletto Consigliere al Comune di Roma, carica che manterrà dal 1997 al 2013 nelle tre successive tornate elettorali risultando nelle ultime due il primo degli eletti nelle rispettiva lista. In quella funzione ha ricoperto la carica di Presidente della Commissione Patrimonio e Casa, Presidente della Commissione Lavori pubblici e mobilità, vice Presidente della Commissione urbanistica e vice Presidente della Commissione scuola e formazione. Tra il 2008 e il 2013 ricopre l’incarico di Presidente del gruppo consiliare del Partito Democratico in aula Giulio Cesare.
Nel settore delle politiche socio-educativeha lavorato alla realizzazione del Sistema Universitario Metropolitano di Roma, al sostegno e all’attuazione a livello locale della riforma dell’autonomia scolastica, alla predisposizione del Programma pluriennale per la costruzione di oltre 20 nuovi asili nido nel Comune di Roma e tra l’altro alla redazione della Delibera per l’introduzione del Redditometro per l’accesso agli asili nido ed i servizi alla persona, poi ISEE. Inoltre ha lavorato al potenziamento dei servizi di assistenza domiciliare e redatto la delibera d’istituzione dell’Agenzia per le Tossicodipendenze del Comune di Roma approvata dal Consiglio Comunale.
Nel settore delle politiche urbaneha lavorato alla redazione ed attuazione del Progetto Urbano Ostiense Marconi nell’ambito dello sviluppo del quadrante Ovest della Capitale, all’approvazione del Nuovo Piano Regolatore Generale e promosso il progetto del primo Museo della Fotografia della Capitale negli spazi dell’ex Mattatoio di Testaccio destinati a Città delle Arti. Sostenitore delle politiche di partenariato pubblico privato nei processi di trasformazione urbana, ha collaborato all’attuazione dei Programmi di Recupero Urbano delle periferie e sostenuto il programma attuativo del Comune di Roma per l’acquisizione dei Parchi attraverso la procedura della compensazione dei diritti edificatori, sancito dal Piano delle Certezze.
Nel settore delle politiche per la Casa e il Patrimonioha lavorato al programma di alienazione del patrimonio del Comune di Roma. Alla redazione della delibera quadro sull’emergenza e le politiche abitative del Comune di Roma la n. 110/05; alla valorizzazioni dei beni del Comune di Roma in sinergia con le politiche urbane, all’assegnazione di spazi ed immobili per il potenziamento del Sistema Universitario della Capitale in particolare per l’insediamento dell’Università Roma Tre.
Ha sostenuto la battaglia referendaria per l’acqua pubblica e per il mantenimento del controllo da parte del Comune di Roma della società dell’acqua ed energia (ACEA S.p.A.).
Nel 2013 è eletto Deputato alla Camera nella Circoscrizione di Roma. In qualità di parlamentare ha
promosso l’approvazione della legge sulla compartecipazione urbana dei cittadini ai servizi locali prevista dall’articolo 24 del decreto legge Sblocca Italiae la definizione di politiche pubbliche per il governo delle città. Ha lavorato a sbloccare i finanziamenti per il completamento del Palazzo dei Congressi di Roma nel quartiere E.U.R., ha contribuito ad una serie di norme a favore dell’ambiente e per gli incentivi fiscali a favore del risparmio energetico.
Fondatore e Presidente dell’Associazione Metropoli Roma. Un luogo fisico e virtuale per discutere ed elaborare idee, proposte, iniziative e progetti per Roma, la Città metropolitana e l’Italia. Tra le attività svolte ci sono la promozione di progetti territoriali e innovativi come il riuso della struttura dell’ex ospedale Forlanini di Roma a parco della conoscenza, il completamento del progetto della città delle arti nell’ex mattatoio di Testaccio o la realizzazione di un grande museo della civiltà romana nell’ospedale del Celio. L’associazione organizza e ha promosso convegni e iniziative su temi come l’applicazione della nuova legge sulla compartecipazione urbana dei cittadini ai servizi prevista nell’articolo 24 dello Sblocca Italiae su progetti ispirati ai principi della smart city come il polo direzionale del quartiere EUR di Roma.
Nel 2016 ha pubblicato il libro: “ROMA 100 Progetti per la città”; Ponte Sisto Editore. Un piccolo manuale per governare la Capitale con proposte, idee e progetti rivolto a tutti coloro che con passione politica e spirito civico si impegnano per migliorarla, con la consapevolezza e l’orgoglio di vivere e lavorare nella città più bella del mondo, ricordando sempre la frase di Luigi Petroselli: “Si può governare Roma solo se la si ama”.
Nel 2018 ha pubblicato il libro: “ROMA. La rigenerazione dei quartieri industriali. Il Progetto Urbano Ostiense Marconi”; Ponte Sisto Editore. Un libro di storia urbana che vuole raccontare il processo di rigenerazione della vecchia area industriale e dei quartieri operai della Capitale all’ombra del più alto gasometro d’Europa. In una forma innovativa, fatta di saggi, documenti, materiale iconografico e testimonianze dei protagonisti viene descritto il primo Progetto Urbano di Roma, che sta trasformando uno dei quadranti più interessanti della città in un nuovo polo culturale, creativo e del tempo libero. Artisti, fotografi, funzionari, imprenditori, politici, professionisti e studiosi accompagnano il lettore tra una fabbrica di saponi trasformata in teatro, una centrale elettrica diventata museo, un vecchio mercato risorgere in centro commerciale e un mattatoio farsi università. Un episodio emblematico che descrive l’eterna storia di Roma tra passato e futuro.

#### Elezione a deputato
Alle elezioni politiche del 2013 viene eletto deputato della XVII legislatura della Repubblica Italiana nella circoscrizione XV Lazio 1 per il Partito Democratico. Prima della sua elezione alla Camera dei Deputati, il suo nome era tra i possibili candidati alle primarie del centrosinistra per la scelta del candidato Sindaco di Roma del 2013. Dopo la sua elezione in Parlamento diede il suo sostegno a David Sassoli.
Non è più ricandidato alle elezioni politiche del 2018, in quanto esponente della minoranza interna non "renziana" venne escluso dalle liste del Partito Democratico.

### Aspetti controversi
Il suo nome, non indagato, compare nelle carte dell'inchiesta Mafia Capitale, e ha avuto rilievo mediatico a causa di una fotografia che lo ritrae, da ex capogruppo del PD di Roma, ad una iniziativa sociale di tutte le centrali cooperative di tipo B, recupero ex detenuti, del settembre 2010, che nulla ha a che fare con l'inchiesta della Procura di Roma, insieme all'ex Presidente della Legacoop nazionale, poi Ministro del Lavoro Poletti, al Garante dei Diritti dei Detenuti del Lazio Angiolo Marroni, all'allora Sindaco di Roma Gianni Alemanno, e all'allora Presidente della cooperativa 29 giugno Salvatore Buzzi. Buzzi, ex detenuto poi graziato dal Presidente della Repubblica Oscar Luigi Scalfaro, poi finito agli arresti nel dicembre 2014. Buzzi, figura di primo piano negli ambienti delle cooperative rosse e della sinistra romana, avrebbe auspicato la sua candidatura a Sindaco. Salvatore Buzzi voleva Umberto Marroni (Pd) sindaco di Roma: «Lo lanciamo alle primarie al posto di Ignazio Marino», cosa che non è avvenuta in quanto Umberto Marroni decise di non partecipare alle primarie. Viene definito da Zoro "un ottimo amministratore" ma "un po' polveroso" cioè "poco in grado di incarnare una battaglia anche di tipo generazionale..." secondo quanto riferisce Daniele Ozzimo, consigliere comunale a Roma e marito di Micaela Campana fino al 2013, in un colloquio telefonico con Salvatore Buzzi, amico di entrambe. È padre di 3 figlie.